# Cartoblatta togoensis
Cartoblatta togoensis är en kackerlacksart som först beskrevs av Robert Walter Campbell Shelford 1911.  Cartoblatta togoensis ingår i släktet Cartoblatta och familjen storkackerlackor.
Artens utbredningsområde är Togo. Inga underarter finns listade.